# Kommando der Marineausbildung
Das Kommando der Marineausbildung war eine Höhere Kommandobehörde der Bundesmarine. Es wurde am 5. April 1956 in Kiel aufgestellt und am 1. Februar 1962 in das neue Zentrale Marinekommando überführt.

## Aufgaben
Der Auftrag war, die Ausbildung des gesamten militärischen Personals der Marine zu planen und zu leiten, die Ausbildung an allen Marineschulen zu koordinieren und die Ausbildungsvorschriften und den Jahresschulplan zu erstellen.

## Organisation

### Führung
Das Kommando unterstand dem Führungsstab der Marine im Bundesministerium der Verteidigung. Direkter Vorgesetzter des Kommandeurs war der Inspekteur der Marine. Der Kommandeur hatte planmäßig den Dienstgrad eines Konteradmirals.
| Nr. | Dienstgrad                        | Name               | Beginn der Amtszeit | Ende der Amtszeit | Bemerkungen                                                                     |
| --- | --------------------------------- | ------------------ | ------------------- | ----------------- | ------------------------------------------------------------------------------- |
| 5   | Kapitän zur See/Flottillenadmiral | Adalbert von Blanc | August 1961         | Januar 1962       |                                                                                 |
| 4   | Flottillenadmiral/Konteradmiral   | Karl-Adolf Zenker  | Oktober 1960        | August 1961       |                                                                                 |
| 3   | Flottillenadmiral/Konteradmiral   | Werner Ehrhardt    | Juli 1957           | September 1960    |                                                                                 |
| 2   | Kapitän zur See                   | Adalbert von Blanc | Juli 1956           | Juni 1957         | als Chef des Stabes mit der Wahrnehmung der Geschäfte als Kommandeur beauftragt |
| 1   | Korvettenkapitän                  | Paul Schmalenbach  | April 1956          | Juni 1956         | mit der Aufstellung des Kommandos beauftragt                                    |

### Chefs des Stabes
- Kapitän zur See Adalbert von Blanc: von Juli 1956 bis Oktober 1958, später Kommandeur des Kommandos der Marineausbildung und Kommandeur des Zentralen Marinekommandos
- Kapitän zur See Gerhard Euling: von Oktober 1958 bis Januar 1962, anschließend Chef des Stabes des neu eingerichteten Zentralen Marinekommandos

### Unterstellter Bereich
Dem Kommando der Marineausbildung unterstanden folgende Dienststellen, Verbänden und Einheiten truppendienstlich und fachlich:
- Schiffsstammregiment (später Marineausbildungsregiment),
- Marineschule Mürwik,
- Marineunteroffizierschule
- Marineversorgungsschule
- Schulgeschwader (ehemals 1. Geleitgeschwader),
- Schnellbootlehrgeschwader (zeitweise, später als 1. Schnellbootgeschwader zum Kommando der Schnellboote)
- Schulschiffe, später im Kommando der Schulschiffe zusammengefasst.

Nur truppendienstlich unterstanden dem Kommando der Marineausbildung:
- Marinefernmeldekommando
  - Marinefernmeldeschule
  - Marinefernmeldeversuchsstelle
  - Marineortungsschule
  - Marineortungsversuchsstelle
- Marinewaffenkommando
  - Marineartillerieschule
  - Marineartillerieversuchsstelle
  - Marineunterwasserwaffenschule
  - Marinetorpedoversuchsstelle
  - Marinesperrwaffenversuchsstelle
  - Marine-Ujagdversuchsstelle
- Schiffsmaschinenkommando
  - Technische Marineschule I
    - Schiffssicherungslehrgruppe

  - Technische Marineschule II
  - Schiffstechnische Überwachungs- und Versuchsstelle
- Stammdienststelle der Marine

Außerdem war fachlich unterstellt:
- Abteilung Marine der Führungsakademie der Bundeswehr